# Сен-Ферреоль-де-Комменж
Сен-Феррео́ль-де-Комме́нж (фр. Saint-Ferréol-de-Comminges, окс. Sent Harriòu) — коммуна во Франции, находится в регионе Юг — Пиренеи. Департамент — Верхняя Гаронна. Входит в состав кантона Булонь-сюр-Жес. Округ коммуны — Сен-Годенс.
Код INSEE коммуны — 31479.

## География
Коммуна расположена приблизительно в 630 км к югу от Парижа, в 65 км к юго-западу от Тулузы.
На северо-западе коммуны протекает река Жес, а на юго-востоке — река Ларжо.

## Климат
Климат умеренно-океанический. Зима мягкая и снежная, весна характеризуется сильными дождями и грозами, лето сухое и жаркое, осень солнечная. Преобладают сильные юго-восточные и северо-западные ветры.

## Население
Население коммуны на 2010 год составляло 53 человека.
| 1962 | 1968 | 1975 | 1982 | 1990 | 1999 | 2010 |
| ---- | ---- | ---- | ---- | ---- | ---- | ---- |
| 92   | 85   | 71   | 67   | 63   | 53   | 53   |

## Администрация
| Период | Период | Фамилия     | Партия | Примечания |
| ------ | ------ | ----------- | ------ | ---------- |
| 1983   | 2014   | Пьер Лакур  |        |            |
| 2014   | 2020   | Тьерри Буас |        |            |

## Экономика
В 2010 году среди 31 человека трудоспособного возраста (15—64 лет) 24 были экономически активными, 7 — неактивными (показатель активности — 77,4 %, в 1999 году было 75,0 %). Из 24 активных жителей работали 22 человека (11 мужчин и 11 женщин), безработных было 2 (1 мужчина и 1 женщина). Среди 7 неактивных 4 человека были учениками или студентами, 2 — пенсионерами, 1 был неактивным по другим причинам.

## Фотогалерея
- Мэрия
- Карта коммуны